# Schizopera vicina
Schizopera vicina är en kräftdjursart som beskrevs av Herbst 1960. Schizopera vicina ingår i släktet Schizopera och familjen Diosaccidae. Inga underarter finns listade i Catalogue of Life.